# NGC 1878
NGC 1878 is een open sterrenhoop in het sterrenbeeld Tafelberg. Het hemelobject werd op 12 november 1836 ontdekt door de Britse astronoom John Herschel.

## Synoniemen
- ESO 56-SC80